# Säge

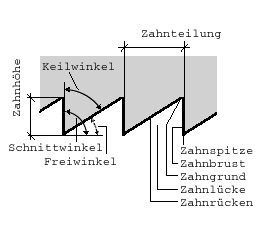
Bezeichnungen am Sägeblatt

Die Säge ist ein Werkzeug oder eine Werkzeugmaschine zum spanenden Trennen von Holz, Naturstein, Metall, Kunststoff und anderen festen Materialien. Sägen werden durch Muskel-, Wasser-, Dampfkraft oder andere Energiequellen angetrieben.

## Sägetechnik
Die Säge oder das Sägeblatt besteht aus einer dünnen, am Rand mit meißelartigen Zähnen versehenen, linearen oder runden Stahlplatte, das durch eine Kraft bewegt wird. Das Sägewerkzeug mit seinen Sägezähnen dringt in den Festkörper ein und durch Wegnahme dünner Späne (Sägespäne) wird eine schmale Nut eingearbeitet und eine Trennfuge entsteht. Die meisten Sägen haben Zähne mit geometrisch bestimmten Schneiden, eine Sonderform sind die Drahtsägen (etwa im Werksteinzuschnitt oder im Outdoorbereich), die auf dem Wirkprinzip der Schleifwerkzeuge funktionieren (Spanen mit geometrisch unbestimmter Schneide).
Nach Art der angesetzten Kraft wird in Handsägen und Maschinensägen (oder Sägemaschinen) unterschieden. Mit einer kontinuierlichen Bewegung arbeiten beispielsweise Kreis-, Ketten- und Bandsäge, mit einer diskontinuierlichen Gattersägen, Stichsägen und Handsägen wie der Fuchsschwanz. Sägen arbeiten entweder schiebend (viele europäische Handsägen), ziehend (die meisten maschinellen Sägen, Japansägen) oder sind im beidseitigen Schnitt verwendbar (robuste Forstsägen, Fein- und Metallsägen).

Freischnitt beim Sägen

Um ein Festklemmen des Sägeblattes im Werkstoff zu verhindern, muss der Schnitt breiter sein als das Sägeblatt (Freischnitt). Dies wird durch gewellte, gestauchte, geschränkte oder verdickte Sägeblätter erreicht. Bei einem gewellten Sägeblatt sitzen die einzelnen Zähne nicht auf einer geraden Linie, sondern laufen in leichten Kurven. Gestauchte Zähne sind an der Zahnspitze breiter. Bei einem geschränkten Sägeblatt sind die Zähne abwechselnd nach rechts und links gebogen. Verdickte Zähne haben aufgesetzte Schneiden, die breiter als das Sägeblatt sind.
Daneben werden im Freischnitt auch die Sägespäne mitausgeräumt, daher ist die Schränkung umso stärker, je gröber die Späne sind und je höher die Schneidleistung sein soll – auf Kosten der Präzision des Schnittes. Zu groß darf die Schränkung aber auch nicht sein, weil sich sonst erst recht grobe Späne zwischen Blatt und Schnittkante verzwicken können. Eine Alternative sind Räumzähne, die zwischen die Folge der eigentlichen Schnittzähne eingeschoben sind und nur dem Abtransport dienen. Hier finden sich zahlreiche Übergangsformen.
Sind die Sägezähne abgenutzt, so müssen sie nachgefeilt oder nachgeschliffen werden, eine aufwändige und Geschick erfordernde Arbeit. Um dabei ein richtiges Einhalten der Zahnteilung und Zahnform zu sichern, wurden hinterlochte oder perforierte Sägen eingeführt. Diese haben gegenüber den Sägen mit vollem Sägeblatt den Vorteil, dass das Nachfeilen bedeutend rascher vor sich geht. Auch haben sie eine geringere Reibung, daher geringeres Schlottern (Wackeln) und geringere Erhitzung des Sägeblatts. Für die Motorsägeketten gibt es spezielle Feilsätze. Vorgehärtete Sägen (wie etwa die Japansägen mit ihrer komplexen Schnittgeometrie) werden in der Praxis nicht geschärft, sondern ausgewechselt (weshalb viele moderne Japansägen eine Wechselblatthalterung haben).

## Geschichte

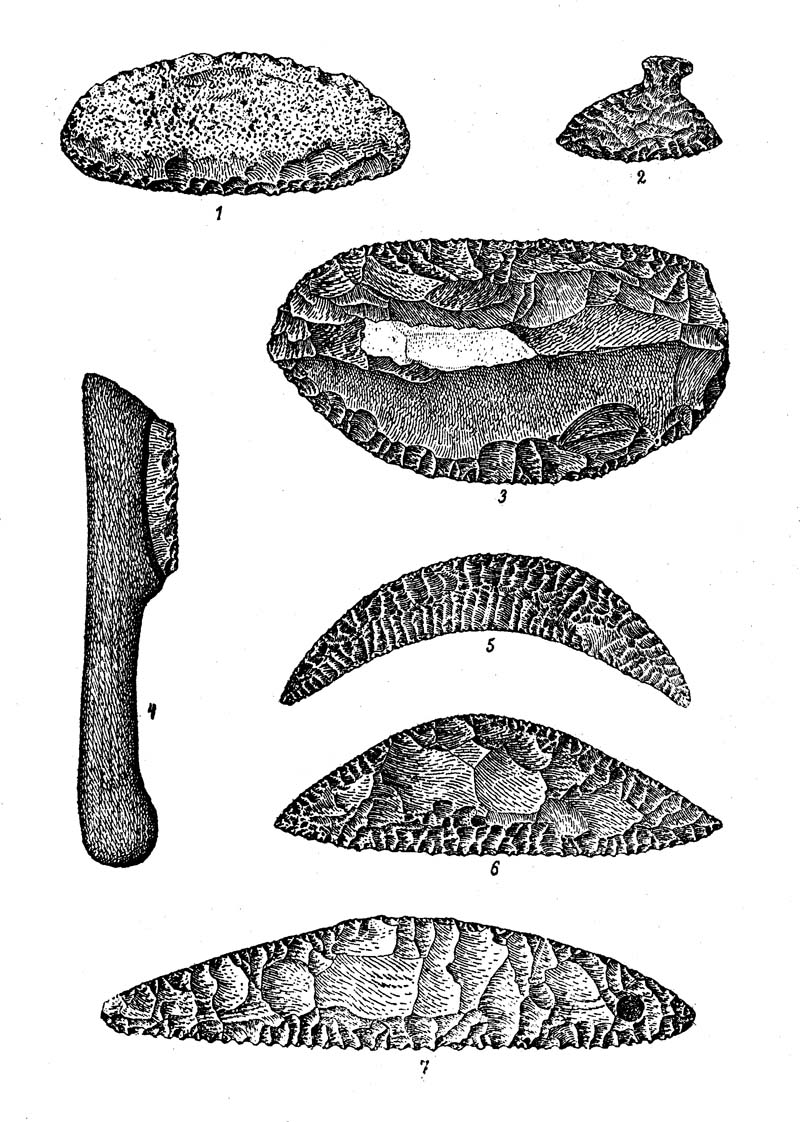
Steinzeitliche Sägen

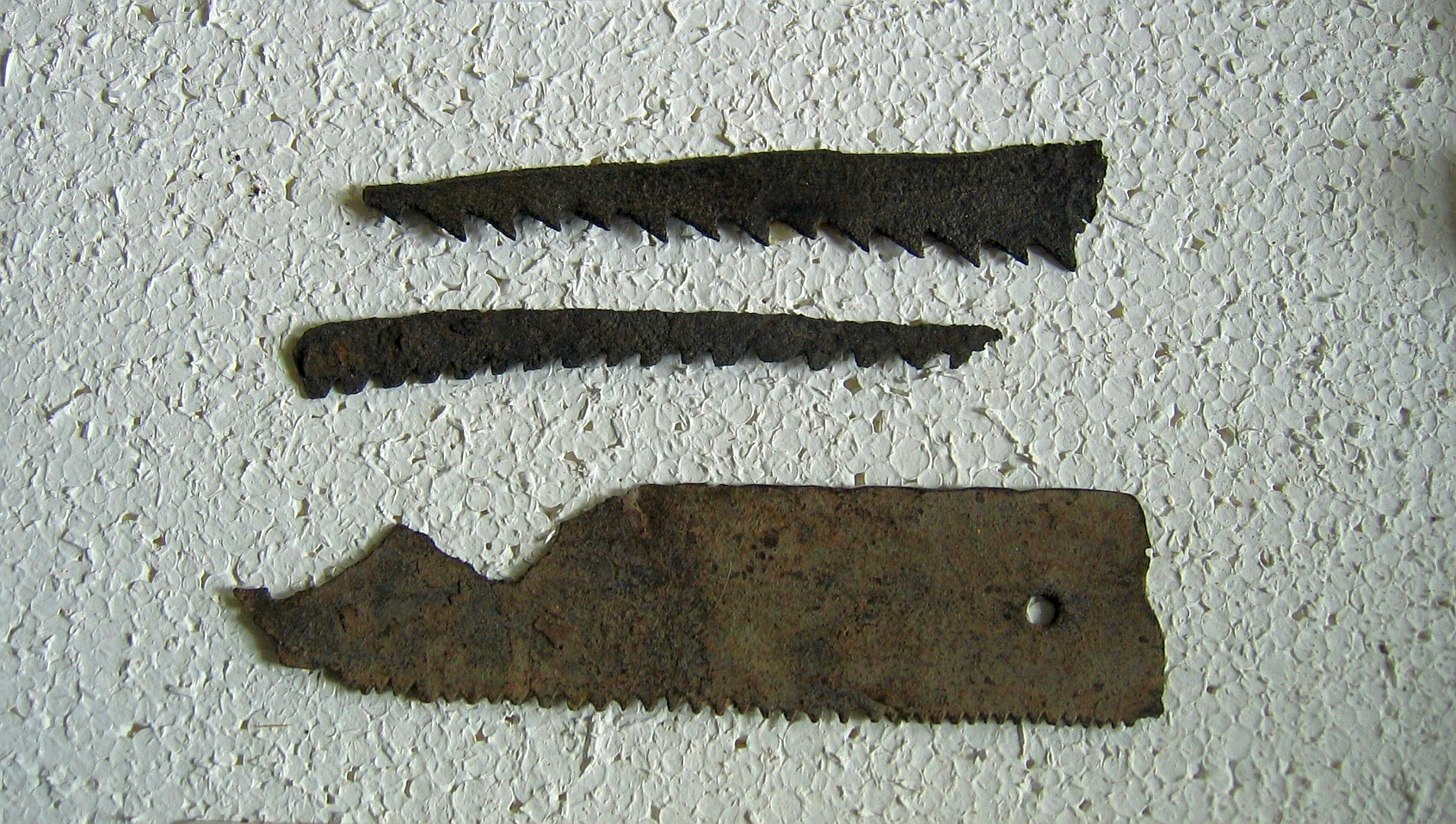
Römische Sägeblätter aus Vindonissa aus dem 3.–5. Jahrhundert

In der griechischen Mythologie gilt Perdix, der Neffe des Daidalos, als Erfinder der Säge. Er soll das Werkzeug nach dem Vorbild einer Fischgräte geformt haben.
Sägenartig wirkende Feuersteine sind in Europa bereits seit dem Mesolithikum in Gebrauch. Die Säge aus Metall entstand in Ägypten. Das römische Handwerk schuf eine Vielfalt an Sägen, die bis zum 14. Jahrhundert kaum verändert wurden. Als die Säge aus Stahl im 15. Jahrhundert aufkam, wurde sie von Holzfällern als Ersatz für die Axt verwendet. Sie erleichterte und beschleunigte nicht nur die Waldarbeit, sie minimierte gleichzeitig den Holzverlust gegenüber der Fällung oder Ablängung mit der Axt. Speziell bei dicken Stämmen waren die Kerbverluste hoch. Der erste Nachweis einer Säge bei der Waldarbeit findet sich auf einem burgundischen Wandteppich um 1460.  Erst zu Beginn des 19. Jahrhunderts wurden speziell für die Waldarbeit die zweckmäßigeren Bauch- oder Wiegensägen entwickelt. Heute gibt es neben einfachen Handsägen, wie sie sich teilweise aus den historischen Sägen weiterentwickelt haben, und neben motorisch angetriebenen stationären Sägemaschinen eine Vielzahl von handgeführten motorbetriebenen Sägemaschinen für eine große Anzahl von speziellen Anwendungsfällen.

## Handsägen

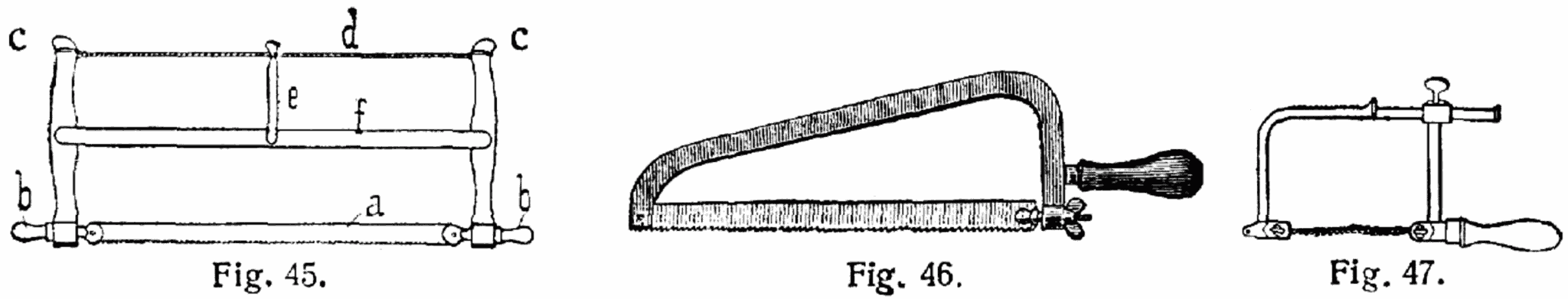
Gestellsäge, Bügelsäge und Laubsäge

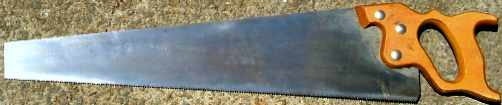
Fuchsschwanz

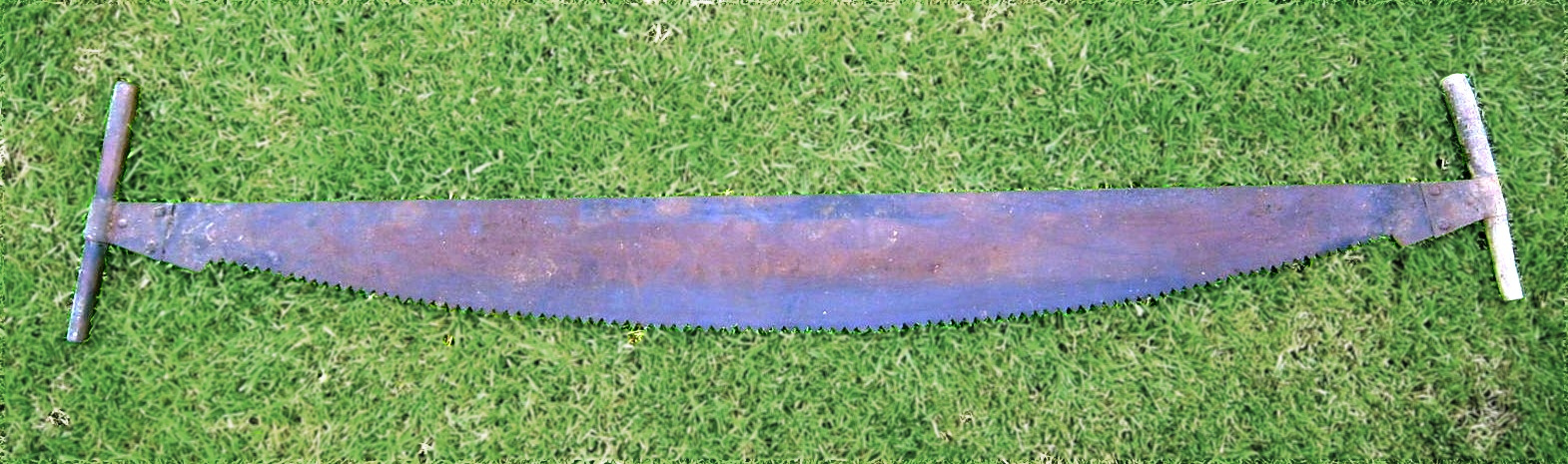
Blattsäge (Zweimann-Schrotsäge), Trummsäge

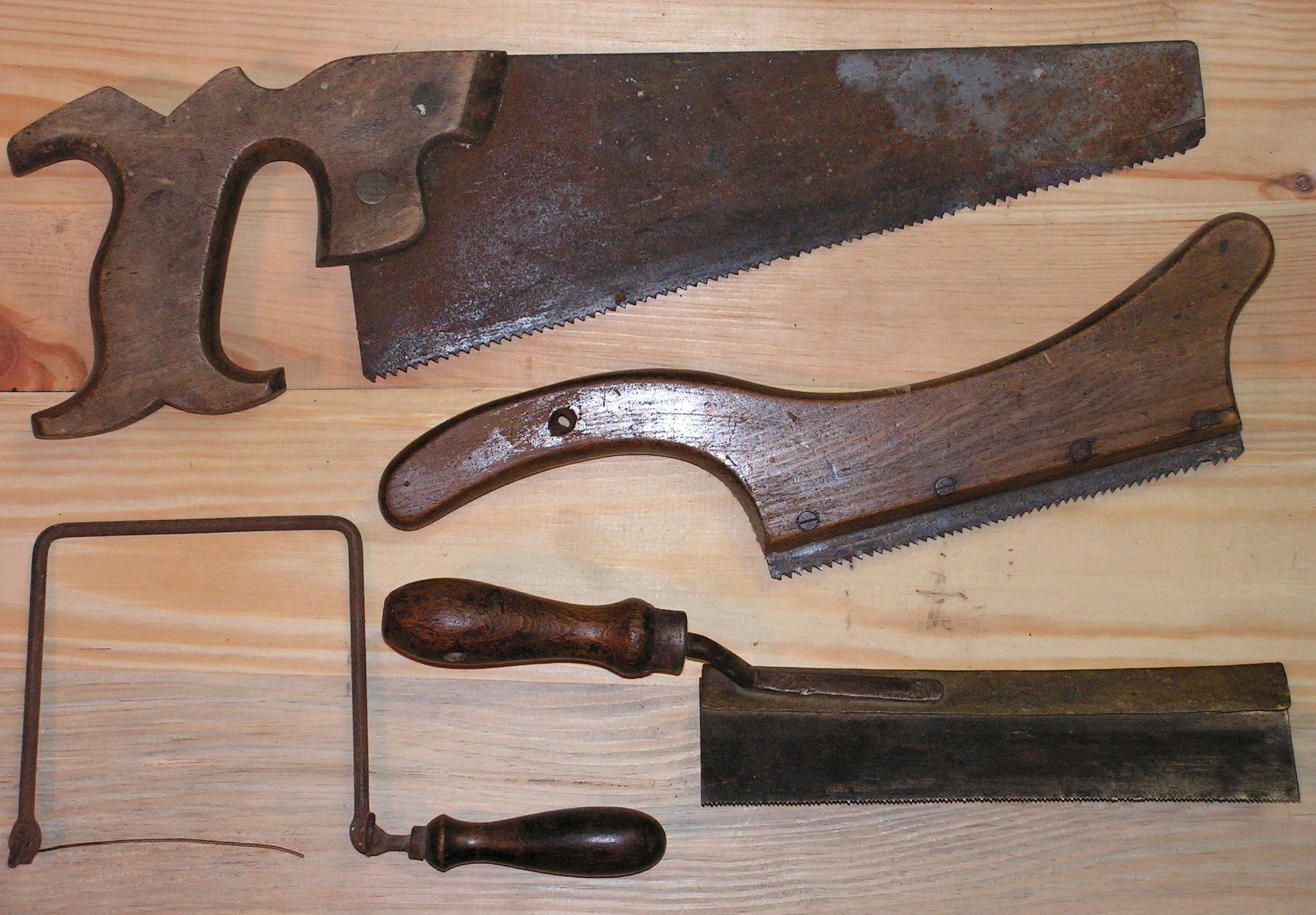
Fuchsschwanz, Gratsäge, Feinsäge und Laubsäge

Die Hauptunterteilung der Handsägen erfolgt entweder in Strecksägen und Heftsägen, oder in gespannte und ungespannte Sägen.

### Strecksägen oder Gespannte Sägen
Die Sägeblätter der Strecksägen sind mit einer Angel in einem Rahmen gespannt. Sie werden nochmals in Gestellsägen, Bügelsägen und weitere unterteilt.
- Die Gestellsäge besteht aus dem Sägeblatt, den Sägearmen, einem Steg und einem Spanndraht oder einer Spannschnur. Das Sägeblatt ist an seinen beiden Enden mit den Sägearmen verbunden und wird durch Verdrehen des Spanndrahts gespannt. Gestellsägen sind die multifunktionalsten Holzsägen. Zu den Gestellsägen gehören:
  - Schittersäge (DIN 7245, Form G)
  - Faustsäge (DIN 7245, Form C), andere Bezeichnungen: Örtersäge, Spannsäge oder Trennsäge
  - Schlitzsäge
  - Absatzsäge (DIN 7245, Form D)
  - Schweifsäge (DIN 7245, Form E)
- Die Bügelsäge (DIN 20 142) besteht aus dem Sägeblatt und einem ovalen oder runden Stahlbügel an dem sich der Griff befindet
  - Metallbügelsäge
  - Laubsäge
  - Puksäge
- Mit der Klobsäge werden Holzstämme zu Brettern und Bohlen aufgetrennt

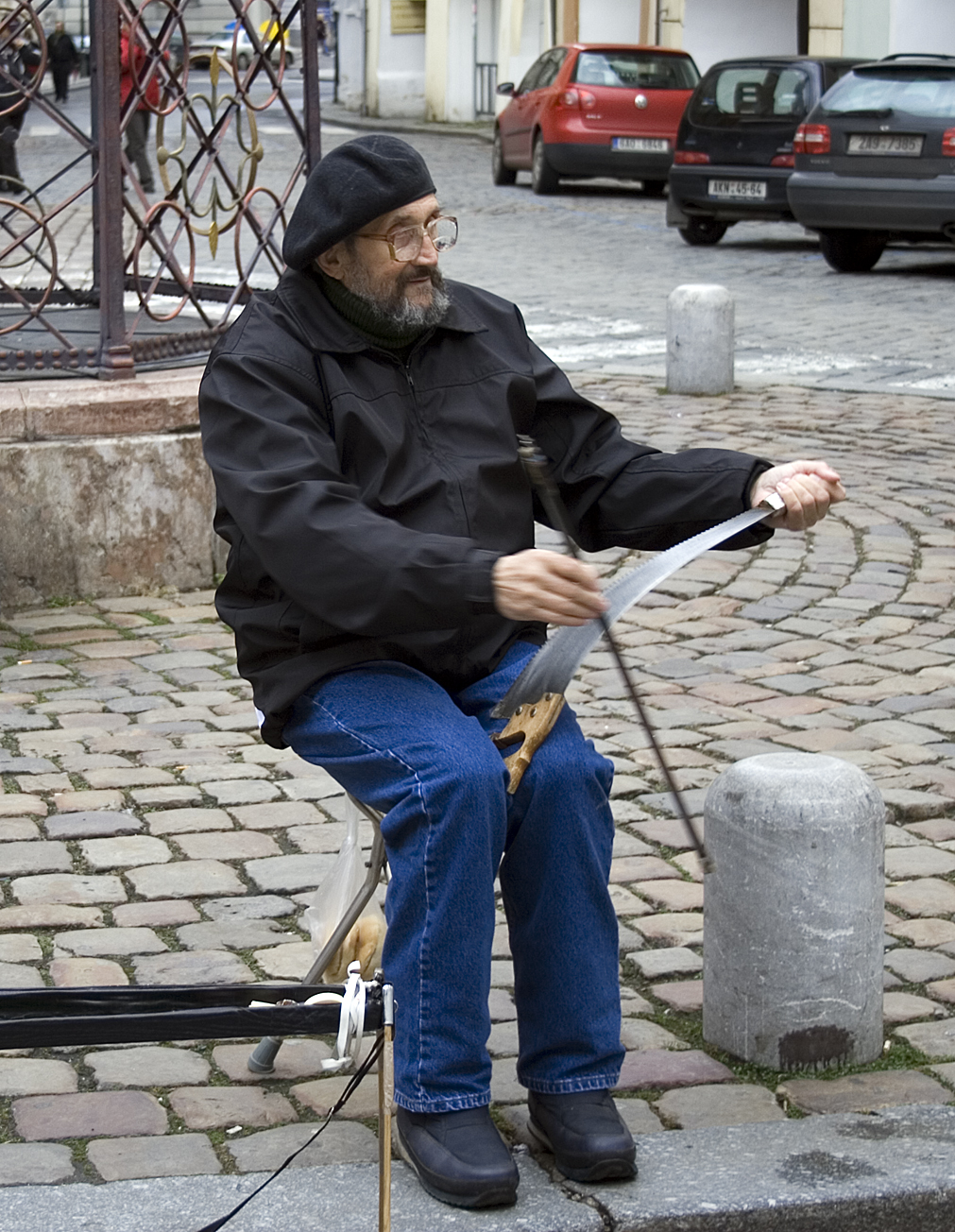
Manche ungespannten Sägen lassen sich als Musikinstrument verwenden: singende Säge

### Heftsägen oder Ungespannte Sägen
Diese Sägen werden mit einem Heft oder Griff geführt.
- Feinsäge (DIN 7235)
- Fuchsschwanz (DIN 7244)
- Stichsäge (DIN 7258)
- Rückensäge (DIN 7243)
- Gratsäge
- Furnierschneider
- Sachsensäge
- Trummsäge (auch Quersäge, Schrotsäge, Blattsäge, Trecksäge, Bauchsäge, Waldsäge oder Bauernsäge)
- Spaltsäge
- Japanische Sägen arbeiten gemäß den Traditionen der japanischen Holzverarbeitung auf Zug. Dadurch ist gegenüber den europäischen Sägen ein dünneres Sägeblatt möglich. Die Blätter sind in sich konisch, mit der dickeren Zahnseite, daher brauchen sie nicht geschränkt zu werden. Durch das Arbeiten auf Zug wird das Sägeblatt stabilisiert, wodurch ein besseres Schnittbild entsteht.

### Sonderformen

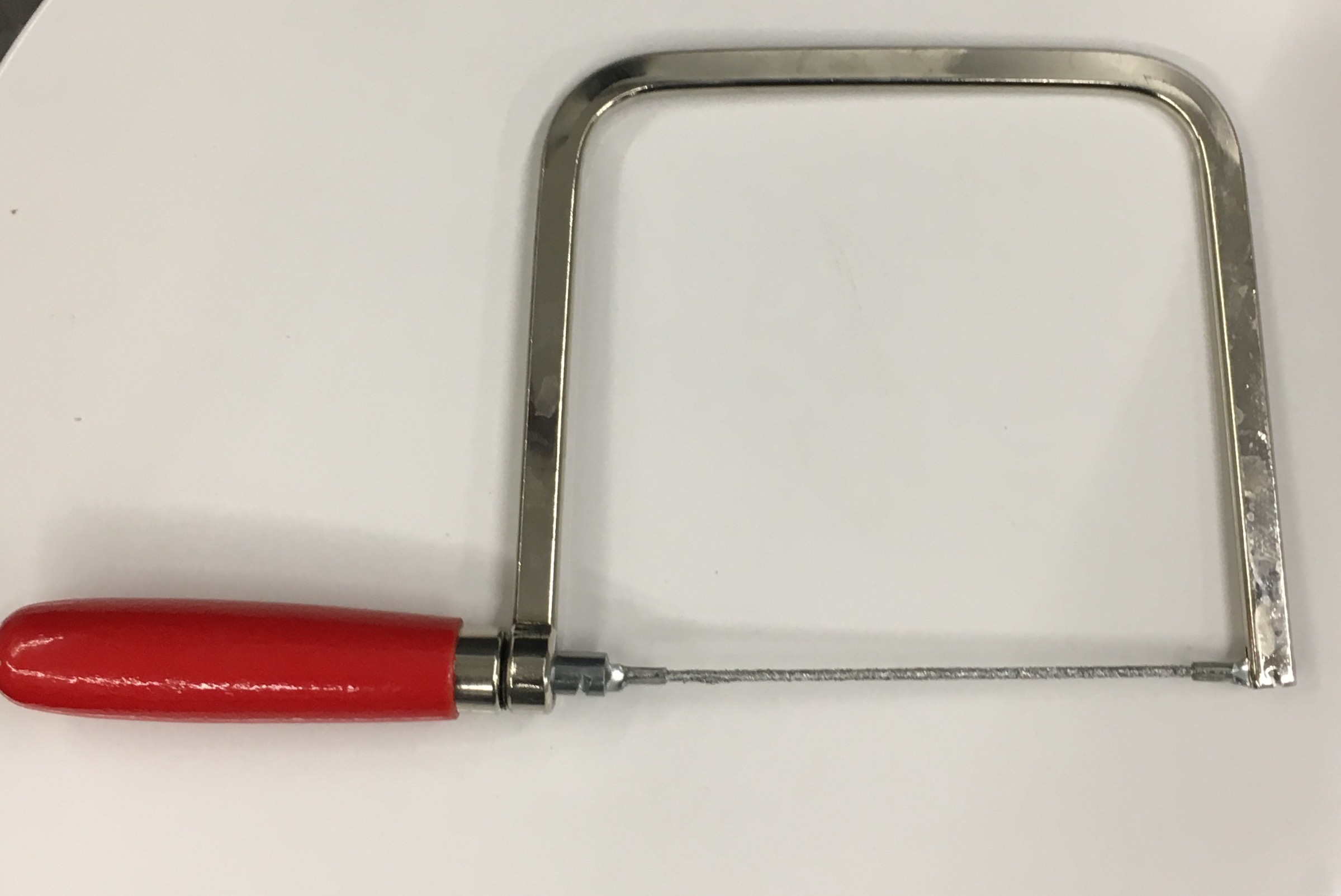
Fliesenbogensäge, Hartmetallkörner auf Sägedraht

- Eine Drahtsäge[4] besteht aus einem rauen Draht, der als Schlinge von hinten um einen Ast gelegt wird. Ringe oder Schlaufen an den Drahtenden erlauben das wechselweise hin- und herziehen. Sie ist zusammengerollt sehr klein und leicht.
- Handkettensägen bestehen aus einer Sägekette mit zwei Handgriffen für Aktivitäten im Freien
- Ast- und Baumsäge können sowohl mit gespanntem wie ungespanntem Sägeblatt ausgeführt sein. Sie können einen Klappgriff, der als Scheide dient, haben oder eine lange Stange zur Bedienung vom Boden aus, um aus einer Baumkrone Äste herauszuschneiden.
- Gehrungssägen sind fest in einem justierbaren Winkel geführte kleine Gestellsägen mit Schneidlade

## Sägemaschinen

Wasserkraftgetriebene Vertikalgattersäge

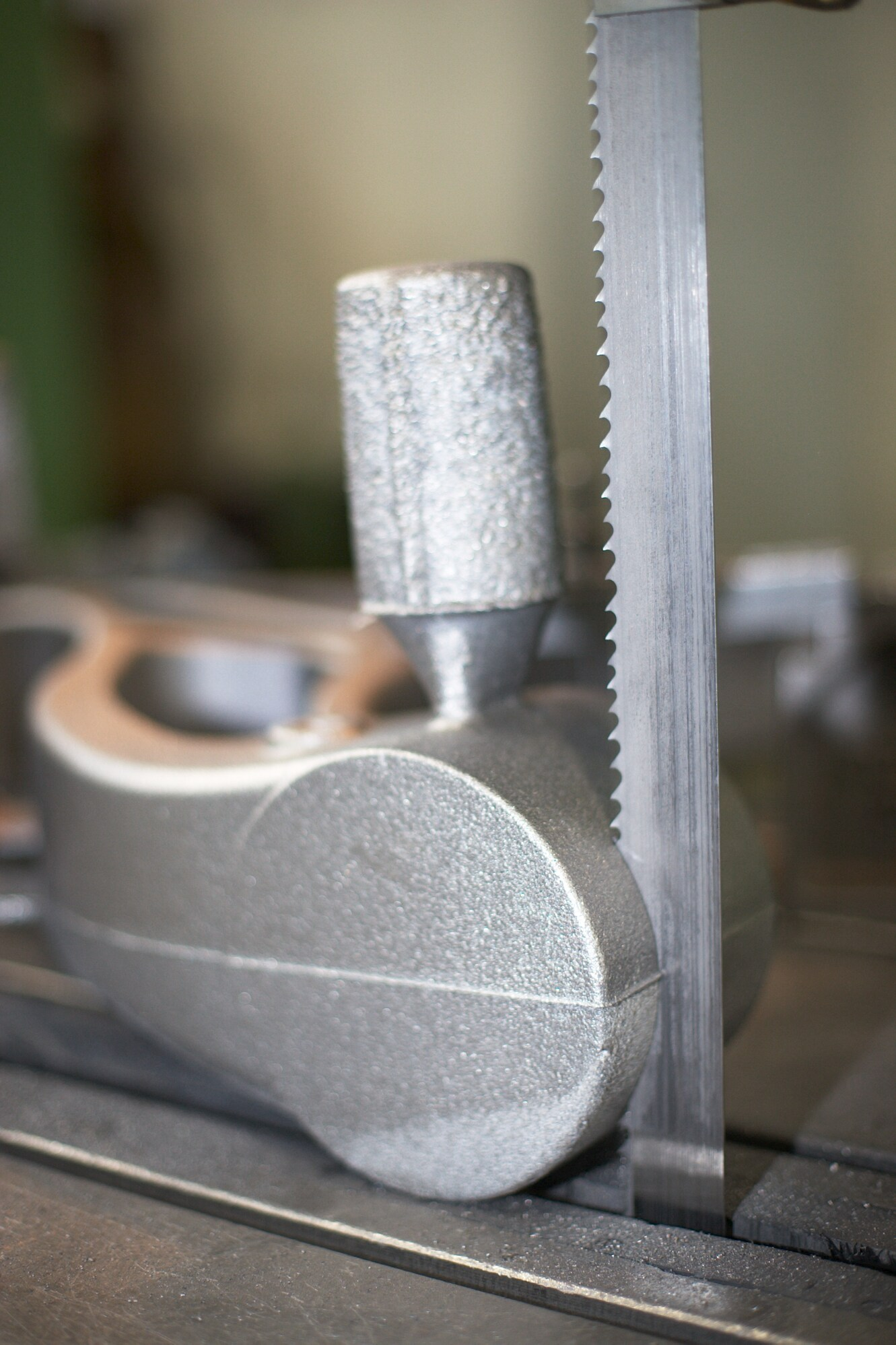
Elektrische Bandsäge für Metall

Sägemaschinen beschleunigen oder erleichtern das Arbeiten durch motorischen Antrieb des Sägeblattes, bei stationären Maschinen zum Teil auch des Vorschubs.

### Handgeführte Maschinen
- Handkreissäge
- Stichsäge
- Schattenfugensäge
- Säbelsäge (auch Recipro-, Tigersäge oder Elektrischer Fuchsschwanz)
- Vibrationssäge
- Handbandsäge
- Lochsäge zum Einspannen in Bohrmaschinen für kreisrunde Löcher
- Twinsäge: Handhabung ähnlich einem Winkelschleifer
- Kreissägeblatt, mit speziell geformten Hartmetallzähnen für Winkelschleifer für eher weiche Materialien bis Aluminium
- Gipssäge hauptsächlich zur Anwendung in der Medizin

### Stationäre Maschinen
- Tischbandsäge mit endlosem Bandsägeblatt
- Kreissäge als Tischkreissäge oder Formatkreissäge mit rundem Kreissägeblatt
- Steinkreissäge mit rundem Kreissägeblatt
- Plattensäge (Tafelsäge): zum Zuschneiden von Platten mit einer in einer Führung laufenden Kreissäge
- Gattersäge: eine große Sägemaschine meist mit mehreren Sägeblättern zum Aufschneiden von Baumstämmen oder Zerteilen von großen Steinblöcken in Platten
- Rolltischsäge: historische Form einer Brennholzsäge
- Wippsäge: Kreissäge zum Zersägen von Brennholz
- Seilsäge oder Drahtsäge (im Unterschied zum Drahtläppen für die Waferproduktion)
- Innenlochsäge: Verfahren mit im Innenloch schneidenden, am Rand gespannten Sägeblatt
- Dekupiersäge: Elektrische Laubsäge

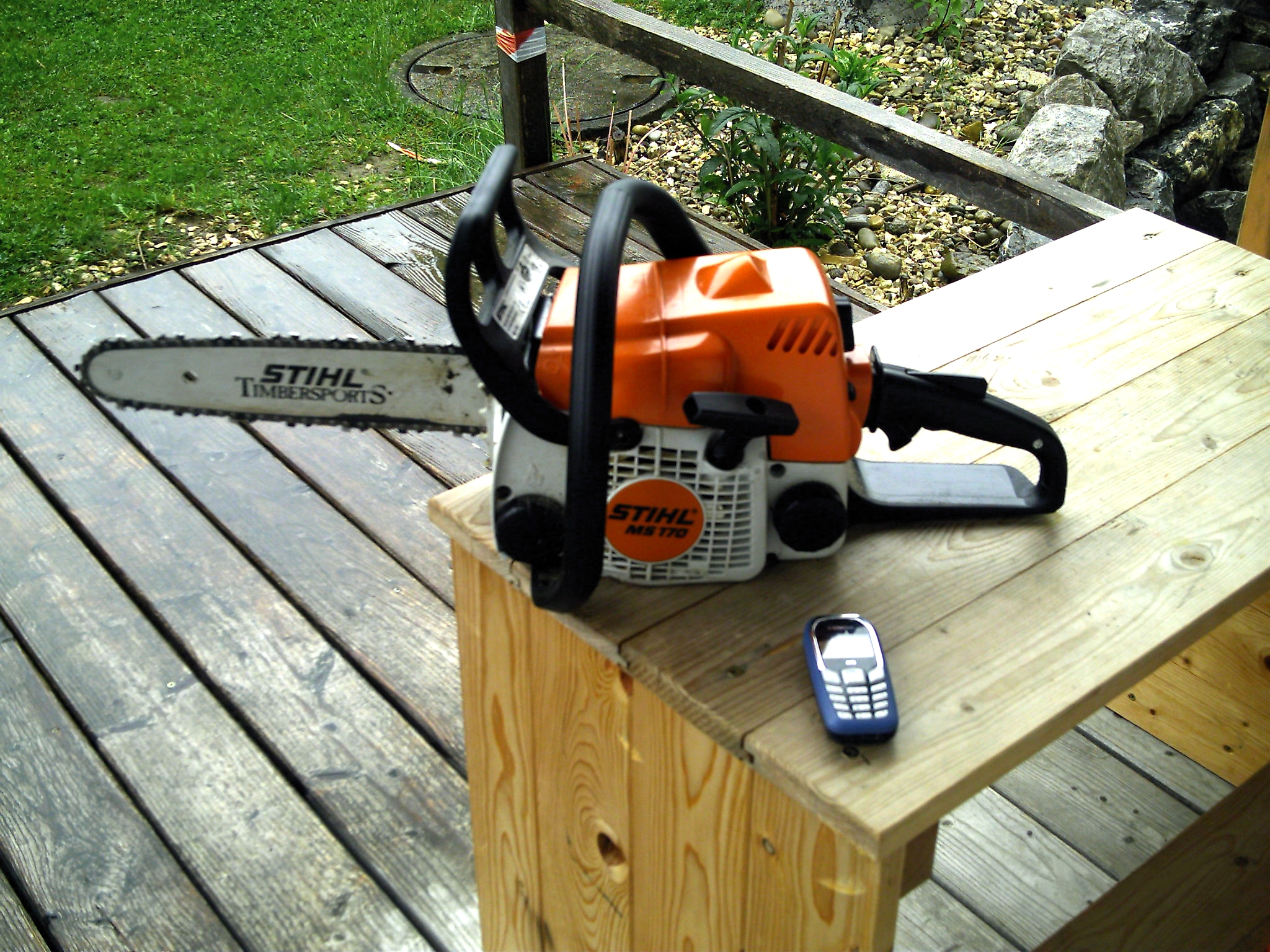
Kleine Kettensäge

- Hub- oder Bügelsäge

### Sonderformen
- Kettensäge mit einer Sägekette: 
  - Kettensägen i. e. S. mit Benzin- oder Elektromotor mit den Sonderbauformen Einmannsäge, Zweimannmsäge, TopHandle-Säge, Hochentaster, Abbundkettensäge (Kettenfräse), Bügel-Kettensäge, Betonkettensäge
  - Bergbau-Kettensäge mit Druckluftantrieb
- Thermosäge, trennt nicht spanend, sondern schmelzend; sie wird z. B. für Styropor verwendet

## Siehe auch

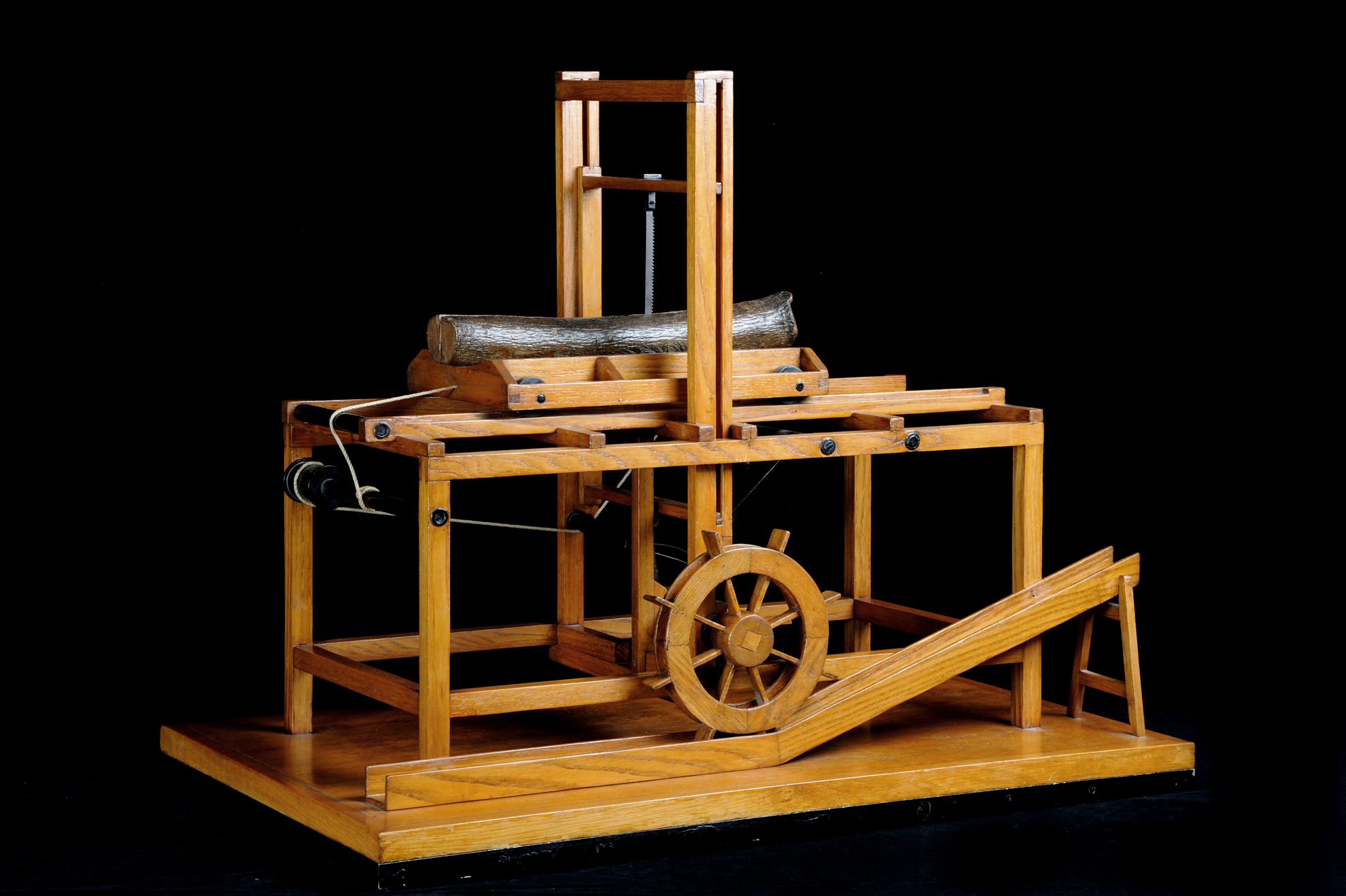
Die Rekonstruktion der hydraulischen Säge von Leonardo da Vinci (Atlantic-Code 1078 Blatt) im Nationalmuseum für Wissenschaft und Technologie Leonardo da Vinci in Mailand